# 4228 Nemiro
A 4228 Nemiro (ideiglenes jelöléssel 1968 OC1) a Naprendszer kisbolygóövében található aszteroida. Plyugin, G. A., Belyaev, Yu. A. fedezte fel 1968. július 25-én.